# گروه آپ-فرانت
گروه آپ-فرانت (انگلیسی: Up-Front Group) شرکت سرگرمی ژاپنی است، که در سال ۱۹۸۳ تأسیس شد.